# Hertník
Hertník es un municipio del distrito de Bardejov en la región de Prešov, Eslovaquia, con una población estimada a final del año 2024 de 1010 habitantes.
Se encuentra ubicado en el centro-norte de la región, cerca del río Topľa (cuenca hidrográfica del río Tisza) y de la frontera con Polonia.

## Demografía
| Año        | 1994 | 2004    | 2014    | 2024    |
| ---------- | ---- | ------- | ------- | ------- |
| Población  | 970  | 1004    | 1025    | 1010    |
| Diferencia |      | +3,50 % | +2,09 % | −1,46 % |

| Año        | 2023 | 2024    |
| ---------- | ---- | ------- |
| Población  | 1005 | 1010    |
| Diferencia |      | +0,49 % |